# Candela (kommun)
Candela är en kommun i Mexiko.   Den ligger i delstaten Coahuila, i den centrala delen av landet, 800 km norr om huvudstaden Mexico City. Antalet invånare är 1 808. Arean är 2 306 kvadratkilometer.
Terrängen i Candela är kuperad åt sydost, men åt nordväst är den bergig.
Följande samhällen finns i Candela:
- Candela